# Esmee Hawkey
Esmee Hawkey (Chislehurst, 2 maart 1998) is een Brits autocoureur.

## Carrière
Hawkey begon haar autosportcarrière in het karting in 2010, waar zij tot 2014 in uitkwam. Zij nam voornamelijk deel aan Britse kampioenschappen. In 2014 stapte zij over naar het Ginetta Junior Championship voor jonge Britse coureurs. In haar eerste jaar reed zij enkel de laatste drie raceweekenden van het seizoen. Twee vijftiende plaatsen op de Rockingham Motor Speedway en Brands Hatch waren haar beste klasseringen, waardoor zij met 29 punten op plaats 22 in het kampioenschap eindigde. In 2015 reed zij een volledig seizoen in de klasse, maar kon ze zich nauwelijks verbeteren met twee veertiende plaatsen op Oulton Park als beste klasseringen. Zij eindigde met 34 punten op plaats 25 in het klassement.
In 2016 werd Hawkey door Porsche opgenomen in hun opleidingsprogramma en reed zij in de twee daaropvolgende seizoenen in een Cayman in de GT4-klasse van de UK GT Cup. In 2016 behaalde zij haar beste kampioenschapspositie met een tweede plaats. In 2018 werd zij door haar team GT Marques gepromoveerd naar de Britse Porsche Carrera Cup, waarin zij in de Pro-Am-klasse uitkwam. Zij behaalde twee podiumplaatsen op Brands Hatch en het Autodromo Nazionale Monza en werd zo met 54 punten vijfde in het klassement.
In 2019 bleef Hawkey actief voor GT Marques in de Britse Porsche Carrera Cup. Op Oulton Park behaalde zij, na in zes van de voorgaande zeven races al op het podium geëindigd te zijn, haar eerste overwinning in de klasse. Daarnaast werd zij dat jaar geselecteerd als een van de achttien coureurs in het eerste seizoen van de W Series, een kampioenschap waar enkel vrouwen aan deelnemen. In de vierde race op de Norisring behaalde zij met een negende plaats haar eerste puntenfinish.